# Dominic Abui Pretino
Dominic Abui Pretino (Nyala, Sudán; 1 de enero de 1991) es un futbolista de Sudán del Sur que juega en la posición de delantero y que actualmente milita en el Al Ahli Khartoum de la Primera División de Sudán.

## Carrera

### Club
| Periodo   | Club             |
| --------- | ---------------- |
| 2010–2014 | Al-Nesoor SC     |
| 2014–2020 | Al Khartoum SC   |
| 2020–     | Al Ahli Khartoum |

### Selección nacional
Debutó con Sudán del Sur en 2013 y su primer gol con la selección nacional lo anotó el 8 de octubre de 2015 en el empate 1-1 ante Mauritania en Yuba, Sudán del Sur por la Clasificación de CAF para la Copa Mundial de Fútbol de 2018.